# Кутырев, Владимир Викторович
Владимир Викторович Кутырев (род. 30 августа 1952 года, Веймар, ГДР) — советский и российский учёный-микробиолог, генетик, эпидемиолог, директор НИПЧИ «Микроб» (с 1997 года), академик РАМН (2011), академик РАН (2013).

## Биография
Родился 30 августа 1952 года в городе Веймар, ГДР.
В 1975 году — с отличием окончил лечебный факультет Саратовского медицинского института.
В 1979 году — защитил кандидатскую диссертацию
В 1992 году — защитил докторскую диссертацию.
В 2001 году — присвоено учёное звание профессора по специальности «микробиология».
Вся дальнейшая трудовая и научная деятельность связана с Всесоюзным (сейчас Российским) научно-исследовательским противочумным институтом «Микроб» (Российский НИПЧИ «Микроб» Роспотребнадзора), где прошёл путь от аспиранта до заведующего лабораторией молекулярной микробиологии, с 1997 года по настоящее время — директор института.
В 2005 году — избран членом-корреспондентом РАМН.
В 2011 году — избран академиком РАМН.
В 2013 году — стал академиком РАН (в рамках присоединения РАМН и РАСХН к РАН).

## Научная деятельность
Генетик и эпидемиолог, специалист в области микробиологии возбудителей особо опасных инфекционных болезней.
Основные направления научной деятельности: изучение молекулярно-генетической организации генов, кодирующих синтез факторов патогенности; исследование молекулярных основ взаимодействия патогенных бактерий с организмом хозяина и переносчика; создание современных средств и методов диагностики и профилактики на основе достижений молекулярной микробиологии.
Создатель нового направление в области изучения патогенных микроорганизмов, в котором изучаются факторы патогенности микроорганизмов на модели возбудителей чумы, холеры, сибирской язвы и других особо опасных инфекций.
Впервые выдвинул положение о возможности генетического моделирования патогенности возбудителя чумы и экспериментально подтверждена роль плазмидных и хромосомных генов в развитии острого инфекционного процесса. Обосновал гипотезу о роли биопленки чумного микроба в энзоотии чумы. Установил способность чумного микроба к образованию биопленок, обеспечивающих возможность его длительного существования и воспроизводства в почве нор грызунов, что позволяет на молекулярном уровне объяснить механизмы природной очаговости бактериальных инфекций и потому носит универсальный характер.
Внес существенный вклад в формирование трехуровневой системы молекулярного мониторинга возбудителей опасных инфекций, направленной на совершенствование эпидемиологического надзора за «возникающими» и «возвращающимися» инфекционными болезнями.
Участник разработки ряда целевых комплексных программ, в том числе ФЦНТП «Создание методов и средств защиты населения и среды обитания от опасных и особо опасных патогенов в чрезвычайных ситуациях природного и техногенного характера 1999—2005 гг.», ФЦП «Национальная система химической и биологической безопасности Российской Федерации (2009—2013 годы)». Занимался разработкой и научным обоснованием модернизации специализированных противоэпидемических бригад Роспотребнадзора (СПЭБ). Разработан и создан мобильный комплекс лабораторий СПЭБ на базе автошасси, позволяющий выполнять в автономных условиях весь спектр исследований, необходимых для оценки эпидемиологической и санитарно-гигиенической обстановки в зоне чрезвычайной ситуации.
Разработчик современной тактики применения СПЭБ при реагировании на чрезвычайные ситуации. Осуществляет научное обеспечение разработки и производства сертифицированных медицинских иммунобиологических препаратов для диагностики и профилактики особо опасных инфекций, освоено производство ряда препаратов и ПЦР-тест-систем, ранее выпускавшихся за рубежом, создана единственная в России масштабная технологическая линия по выпуску антирабического иммуноглобулина для экстренной профилактики бешенства.
Под его руководством защищено 12 докторских и 11 кандидатских диссертации.
Автор свыше 520 научных публикаций, в том числе 10 монографий, 2 книги, 10 руководств, соавтор более 40 патентов на изобретения, 3 баз данных и 3 программ для ЭВМ, ряда санитарных правил и методических документов федерального уровня.

### Научно-организационная деятельность
- главный редактор журнала «Проблемы особо опасных инфекций»;
- член редакционной коллегии «Журнала микробиологии, эпидемиологии и иммунобиологии», член редакционного совета журналов «Вопросы вирусологии», «Здоровье населения и среда обитания», «Анализ риска здоровью» и других;
- член научного совета по проблемам биологической безопасности РАН;
- председатель Координационного научного совета по санитарно-эпидемиологической охране территории РФ, член бюро ученого совета Роспотребнадзора;
- председатель Координационного совета по проблемам санитарной охраны территорий государств-участников СНГ;
- член Президиума правления Всероссийского научно-практического общества эпидемиологов, микробиологов и паразитологов.

## Награды
- Орден «За заслуги перед Отечеством» IV степени (2021) — за большой вклад в организацию работы по предупреждению и предотвращению распространения коронавирусной инфекции (COVID-19)[3]
- Орден Дружбы (2015) — за заслуги в оказании гуманитарной помощи по организации комплекса противоэпидемических мероприятий и диагностики лихорадки Эбола на территории Гвинейской Республики[4]
- Государственная премия Российской Федерации (в составе группы, за 2002 год) — за разработку и внедрение в медицинскую практику новых средств специфической профилактики, диагностики и лечения сибирской язвы[5]
- Заслуженный изобретатель Российской Федерации (2010)[6]